# Shonen Knife
Shonen Knife (también conocida como 少年ナイフ, Shōnen Knife) es una banda de punk rock japonés, formada en diciembre de 1981 en Osaka, y constituida por las hermanas Naoko y Atsuko Yamano y su amiga Michie Nakatani. 
Entre sus influencias se incluyen The Ramones, Buzzcocks, The Beatles, Nirvana, The Stalin, The Star Club, Kiss, Judas Priest, Black Sabbath, The Beach Boys, Sonic Youth, Redd Kross, entre otros.

## Integrantes

### Formación actual
- Naoko Yamano - vocalista, guitarra
- Emi Morimoto - batería, vocal de apoyo
- Ritsuko Taneda - bajo, vocal de apoyo

### Exintegrantes
- Michie Nakatani - vocalista, bajo (1981 - 1999)
- Mana Nishiura "China" - batería (2001 - 2004)
- Atsuko Yamano - batería (1981 - 2008)
- Etsuko Nakainshi - batería (2005 - 2010)